# 新問駅
新問駅（にいといえき）は、樺太敷香郡泊岸村に存在した鉄道省樺太東線の駅である。

## 歴史
- 1930年（昭和5年）11月3日 - 樺太鉄道知取駅 - 当駅間(32.5km)開業により、南新問駅（みなみにいといえき）として設置。
- 1936年（昭和11年）8月30日 - 当駅 - 敷香駅間(43.0km)延伸開業。
- 1941年（昭和16年）4月1日 - 樺太鉄道の国有化により、樺太庁鉄道東海岸線の駅となる。
- 1943年（昭和18年）4月1日 - 南樺太の内地化にともない、鉄道省（国有鉄道）に編入。同時に新問駅（2代）に改称[1]。
- 1945年（昭和20年）8月 - ソ連軍が南樺太へ侵攻、占領し、駅も含め全線がソ連軍に接収される。
- 1946年（昭和21年）
  - 2月1日 - 日本の国鉄の駅としては、書類上廃止。
  - 4月1日 - ソ連国鉄に編入。ロシア語駅名は「ノーヴォエ」。

## 駅名の由来
当駅の所在する地名からであり、地名はアイヌ語の「ニイ・トイ」（樹木のある所）、「ニイ・ツイ」（樹木を伐る）による。

## 運行状況
（1944年当時） 
- 1945年現在、鉄道は上り元泊駅行き2本と白浦駅行きと大泊駅行きと大泊港駅行き各1本であった。下りは敷香駅行きが4本と上敷香駅行きが1本であった。

現在はポロナイスク駅、チーハヤ駅発着の1往復、ユジノサハリンスク駅、ノグリキ駅発着の特急1往復のみ停車する。

## 駅周辺
- 新問川

## 隣の駅
鉄道省樺太鉄道局
樺太東線
茂受駅 - 新問駅 - 泊岸駅